# Ptilinop de Grey
El ptilinop de Grey (Ptilinopus greyi) és una espècie d'ocell de la família dels colúmbids (Columbidae) que habita boscos de diverses illes dels grups de les Salomó, Vanuatu, Loyauté i Nova Caledònia.